# パウル・ヒンクラー
パウル・ゲオルク・オットー・ヒンクラー（ドイツ語: Paul Georg Otto Hinkler, 1892年6月25日 - 1945年4月13日）は、ドイツの政治家。国家社会主義ドイツ労働者党（ナチ党）のハレ・メルゼブルク大管区指導者を務めた人物。突撃隊員でもあり、突撃隊における最終階級は突撃隊中将。短期間であるが、ゲシュタポ局長を務めていたこともある。

## 経歴
ベルリン出身。ヴァイクセル川近くの町トルンで育った。小学校とギムナジウムを出た後、教師となった。第一次世界大戦に出征し、西部戦線で戦った。1919年に予備役少尉で退役し、シュナイデミュール（現ポーランドのピワ）で教師となった。義勇軍（フライコール）に入隊。1919年に結婚した。
1922年から1924年にかけては鉄兜団に入団した。1922年7月15日にはナチ党に入党する（党員番号19,497）。1923年5月に突撃隊に入隊し、11月にミュンヘン一揆の失敗でナチ党が一時解散したのちは準軍事組織「ウェアウルフ」(de:Werewolf)に参加した。さらに1924年から1925年にかけては突撃隊の偽装組織フロントバン（de:Frontbann）に参加。1925年5月27日に再建されたナチ党に再入党（党員番号5492）し、突撃隊にも再入隊した。この時に突撃隊少尉となり、ウンシュトルト（de:Verbandsgemeinde Unstruttal）のフライブルク（de:Freyburg (Unstrut)）小隊の指揮官となる。
1926年8月11日に教職を免職された。暴力事件のためとも横領のためとも言う。後の国会議員としてのヒンクラーの自己申告によると「国家社会主義運動のため解雇された」としている 。
プロイセン州ハレ・メルゼブルク県(de:Provinz Halle-Merseburg)のナチ党の地方活動の指導者となり、1927年から1931年にかけてはハレ市議会議員となる。1926年7月25日にはハレ・メルゼブルク大管区の大管区指導者に就任している。大管区職には1931年1月19日まで在職した。ハレ・メルゼブルク大管区に突撃隊組織を創設することに貢献があった。1928年5月のプロイセン州議会議員選挙には落選したが、プロイセン州ザクセン県(de:Provinz Sachsen)の県議会議員選挙には当選した。 ナチ党ザクセン県県議会議員団代表となる。1930年10月10日のプロイセン州議会議員選挙に当選した。
1930年5月5日、突撃隊国家社会主義自動車軍団(Nationalsozialistischen Automobilkorps der SA　略称NSAK、後の国家社会主義自動車軍団(NSKK)）に団員番号13で参加。1932年にはプロイセン州銀行の諮問委員会のメンバーとなった。ヒンクラーは日刊紙「闘争（Der Kampf）」を発行していた。1931年1月19日に退役大管区指導者（Gauleiter z.D.）となり党全国指導部に配属される
ナチ党政権掌握後の1933年3月29日にアルトナ・ヴァンツベック地区の警察長官に任じられる。1933年11月15日にはプロイセン州内相ヘルマン・ゲーリングよりチェコスロヴァキアへ逃れたルドルフ・ディールスに代わってゲシュタポ局長に任命されたが、ヒンクラーのあまりの酒乱ぶりにゲーリングに早々に見切りをつけられて解任された。ゲシュタポ局長は結局ディールスに戻された。ヒンクラーの在任はわずか2週間だった。1934年にはアルトナ・ヴァンツベック地区の警察にゲシュタポの支局を作ることに貢献した。
1936年7月20日にクーノ・マイヤー（de:Cuno Meyer）に変わって選挙区8区（リーグニッツ地区）選出の国会議員となり、1938年4月10日の選挙では選挙区4区（ハンブルク地区）選出の国会議員となる。
1938年8月29日に、ヴッパータールの警察長官代行となり、1939年3月8日に正式に警察長官となる。1939年6月1日に突撃隊集団下ラインの予備指揮官となる。1940年に予備役大尉として陸軍に勤務し、7月20日に突撃隊最高指導部（Oberste SA-Führung（略称OSAF））の幕僚となる。1942年11月9日に突撃隊中将に達している。1943年12月1日にデュッセルドルフ大管区指導者であるフリードリヒ・カール・フローリアン（de:Friedrich Karl Florian）と対立したために警察長官職を退職させられた。
ドイツの敗戦間際である1945年4月にフライブルクで自殺したと言われている（但し自殺したのは5月という文献もある）。

## キャリア

### 階級
- 1918年8月、予備役少尉（Leutnant d.R.）
- 1925年5月、突撃隊少尉（SA-Strumführer d.R.）
- 1935年6月13日（?）、予備役中尉（Oberleutnant）
- 1938年3月22日、突撃隊少将（SA-Brigadeführer）
- 1938年12月1日、予備役大尉（Hauptmann d.R.）
- 1942年11月9日、突撃隊中将（SA-Gruppenführer）

### 受章
- 鉄十字勲章
  - 1914年版二級鉄十字章
- 戦功十字章
  - 二級十字章
- 名誉十字章
  - 前線戦士章
- 黄金ナチ党員バッジ（1934年4月10日）
- 勤続章（de:Dienstauszeichnung）
  - ナチ党勤続章（Dienstauszeichnung der NSDAP）
    - 銅章
    - 銀章
    - 金章
- 名誉防空勲章（de: Luftschutz-Ehrenzeichen)
  - 2級
- ドイツスポーツ勲章（de:Deutsches Reichssportabzeichen）
  - 金章（1936年11月23日）
- SAスポーツ勲章（de:SA-Sportabzeichen）
  - 銅章（1937年2月23日）
- アルテケンプファー章（突撃隊）（de:Ehrenwinkel der Alten Kämpfer）